# Wólka Strońska
Wólka Strońska est une localité polonaise de la gmina de Regnów, située dans le powiat de Rawa Mazowiecka en voïvodie de Łódź.